# Beryl (minerał)

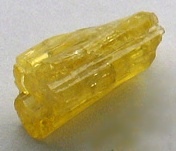
Złoty beryl (heliodor)

Beryl – minerał należący do grupy krzemianów pierścieniowych. Nazwa pochodzi od greckiego βήρυλλος, berillos – morska zieleń.
Tworzy wiele poszukiwanych odmian kamieni szlachetnych:
- szmaragd – zielony
- akwamaryn – błękitny
- biksbit – czerwień agrestowa
- beryl złoty – złocistożółty
- goshenit – bezbarwny
- heliodor – jasnożółtozielony
- morganit – delikatnie różowy do fioletowego, łososiowy
- pezzottait - malinowy, pomarańczowo-różowy, czerwonawy
- inne odmiany barwne berylu (np. beryl złoty, beryl zielony)

oraz inne odmiany barwne o nieujednoliconych, handlowych lub potocznych nazwach:
- beryl zwyczajny – biały, szary
- bazzyt – niebieski
- beryl gwiaździsty – wykazuje asteryzm
- maksiks – odmiana o zabarwieniu bladoniebieskim

– różniące się własnościami optycznymi i zabarwieniem, a niekiedy innym składem domieszek.
Na temat rozgraniczenia zielonkawego berylu od szmaragdu panują sprzeczne opinie, zwłaszcza że rozróżnienie ich gołym okiem nie jest możliwe. Zgodnie z ustaleniami CIBJO, zabarwione chromem zielone beryle należą bezwarunkowo do szmaragdów. Beryle zabarwione na zielono wanadem powinno nazywać się „zielonymi berylami”, a nie szmaragdami.

## Właściwości
Kryształy rozwinięte w postaci słupów sześciobocznych, wydłużone lub spłaszczone; izomeryczne; często prążkowane lub wytrawione, zakończone płaskimi ścianami dwuścianu podstawowego lub rzadko – ścianami piramid. Jest kruchy, przezroczysty, odznacza się wyraźnym dichroizmem – odcienie żółtawozielone i niebieskozielone. Kryształy berylu mogą osiągać bardzo duże rozmiary, np. jeden z największych znanych kryształów na świecie to beryl znaleziony na Madagaskarze o wymiarach 3,5 × 18 m, 143 m³ objętości i wadze ok. 380 ton.

## Złoża
Beryl powstaje w fazie pegmatytowo-pneumatolicznej zastygania skał magmowych oraz podczas procesów metasomatozy kontaktowej. Spotyka się go w pegmatytach, skałach metamorficznych i okruchowych. Występuje z kwarcem, chryzoberylem, fenakitem, ortoklazem, turmalinem, topazem.

### Lokalizacja największych złóż
- szmaragd – Muzo i Chivor Kolumbia, na Uralu oraz w Minas Gerais Brazylia.

- akwamaryn i pozostałe odmiany są bardziej pospolite; piękne kryształy spotyka się w Brazylii – Minas Gerais i w Pakistanie.

USA – Dakota, Kalifornia, Utah; Rosja – Płw. Kolski, Ural; Madagaskar, RPA, Cejlon, Włochy, Szwecja, Norwegia, Czechy.
W Polsce spotykany na Dolnym Śląsku (głównie w pegmatytach i granitach).

## Zastosowanie
- Wykorzystywany jako ruda berylu (metalu podobnego do glinu), który jest używany do wyrobu bardzo twardych stopów (z miedzią).
- Szmaragd jest to jeden z najwyżej cenionych kamieni szlachetnych (od lat 40. XX wieku znane są sposoby otrzymywania ich drogą syntezy, mogą być nawet doskonalsze od występujących w przyrodzie).